# Франк, Адольф (химик)
Адольф Франк (нем. Adolf Frank; 20 января 1834, Клётце, Саксония-Анхальт — 30 мая 1916, Берлин) — немецкий учёный-химик, создатель калийной промышленности Германии.

## Биография
Сын еврейского купца. После окончания школы, решил стать фармацевтом и поступил в Берлинский университет (1855—1857). В 1862 году получил докторскую степень в области химии в университете Гёттингена (тема диссертации о производстве сахара).
До этого, в 1858 году, работая на заводе по переработке сахарной свеклы в Штасфурте, он получил свой первый патент, за разработку способа очистки свекольного сока при помощи глины.
Основные исследования проводил в области получения и использовании поташа в качестве искусственных удобрений .
После 1860 года около Штасфурта и Леопольдшаля основал первое в Германии калийное предприятие, тем самым став пионером немецкой калийной индустрии.
В 1861 году получил патент на искусственные удобрения на основе хлорида калия. Кроме того, изобрел метод по извлечению брома из соляных шахт Штасфурта.
В сотрудничестве с профессором Никодемом Каро в 1895 разработал цианамидный метод фиксации азота и предложил печи для производства цианамида (печи Франка-Каро).
Совместно с Каро основал компанию «Cyanidgesellschaft mbH» по производству азотно-калийных удобрений. Разработки и продукция предприятия Каро-Франка способствовали производству боевых газов, используемых немецкими войсками во время Первой мировой войны. После войны из предприятие превратилось в крупное баварское химическое предприятие «Bayerische Stickstoffwerke AG».
В 1893 был награждён медалью Джона Скотта. В 1907 был награждён медалью Либиха.